# The Blues Brothers (игра)
The Blues Brothers (Братья Блюз) — компьютерная игра, изображающая американскую музыкальную группу The Blues Brothers. Игра была разработана компанией Titus Software и выпущена для IBM PC, Amstrad CPC, Amiga, Commodore 64 и Atari ST в 1991 году, для NES в 1992 году и для GameBoy в 1994 году.
Игра получила смешанные отзывы от поклонников одноимённого фильма, на основе которого построен сюжет игры. Целью игры является уклонение от полиции для того, чтобы организовать блюз-концерт.

## Игровой процесс
Игрок проходит уровень, совершая прыжки и подбирая ящики, чтобы сбивать ими врагов.
Игру можно играть двумя игроками одновременно, но прокрутка экрана фокусируется только на одном из них.
Игроки имеют способность поднимать объекты (как правило, ящики) и либо положить их вниз, чтобы стоять на них, или бросать их на врагов. По пути игрок может ходить вперед, назад, прыгать, карабкаться, спускаться, ползать, плавать, может также открывать двери в комнаты для поиска объектов. Чтобы перейти на следующий уровень, необходимо найти определённый атрибут (например, гитару). Собрав все атрибуты и пройдя 5 уровней (универмаг, химический завод, тюрьму, канализацию, стройплощадку), герой добирается до последнего, шестого уровня (театра) и выходит на сцену.
Каждый игрок начинает с тремя играми и три жизни (отображаются значками сердца). Всякий раз, когда игрок коснулся или пострадал от врага, он теряет сердце. Когда игрок потеряет последнее сердце, он умирает, и придется начинать с начала уровня или с точки сохранения в середине уровня (есть одна на каждом уровне, примерно на полпути до конца).
По пути игрок может собирать виниловые пластинки (когда собирает 100 дисков, то выигрывает сердце), винт (квадрат в сердце), другие предметы (шляпа-котелок и солнцезащитные очки, их очень трудно получить), а также знак вопроса (?). Знак вопроса может дать игроку один из нескольких бонусов, не всегда положительных: он может добавить или отнять 10, 20 или 50 виниловых пластинок, он может также заблокировать персонажа в виде танца, что обычно безвредно, но может стать причиной гибели, если вас в этот момент заметит полицейский.
Саундтрек игры содержит музыку из фильма. Димитри Ерасимос написал музыку для всех версий игры.

## Продолжение
Продолжение игры, Blues Brothers: Jukebox Adventure, было выпущено для IBM PC и SNES в 1993 году и для Game Boy в 1994 году.